# Karl Müller (Maler)

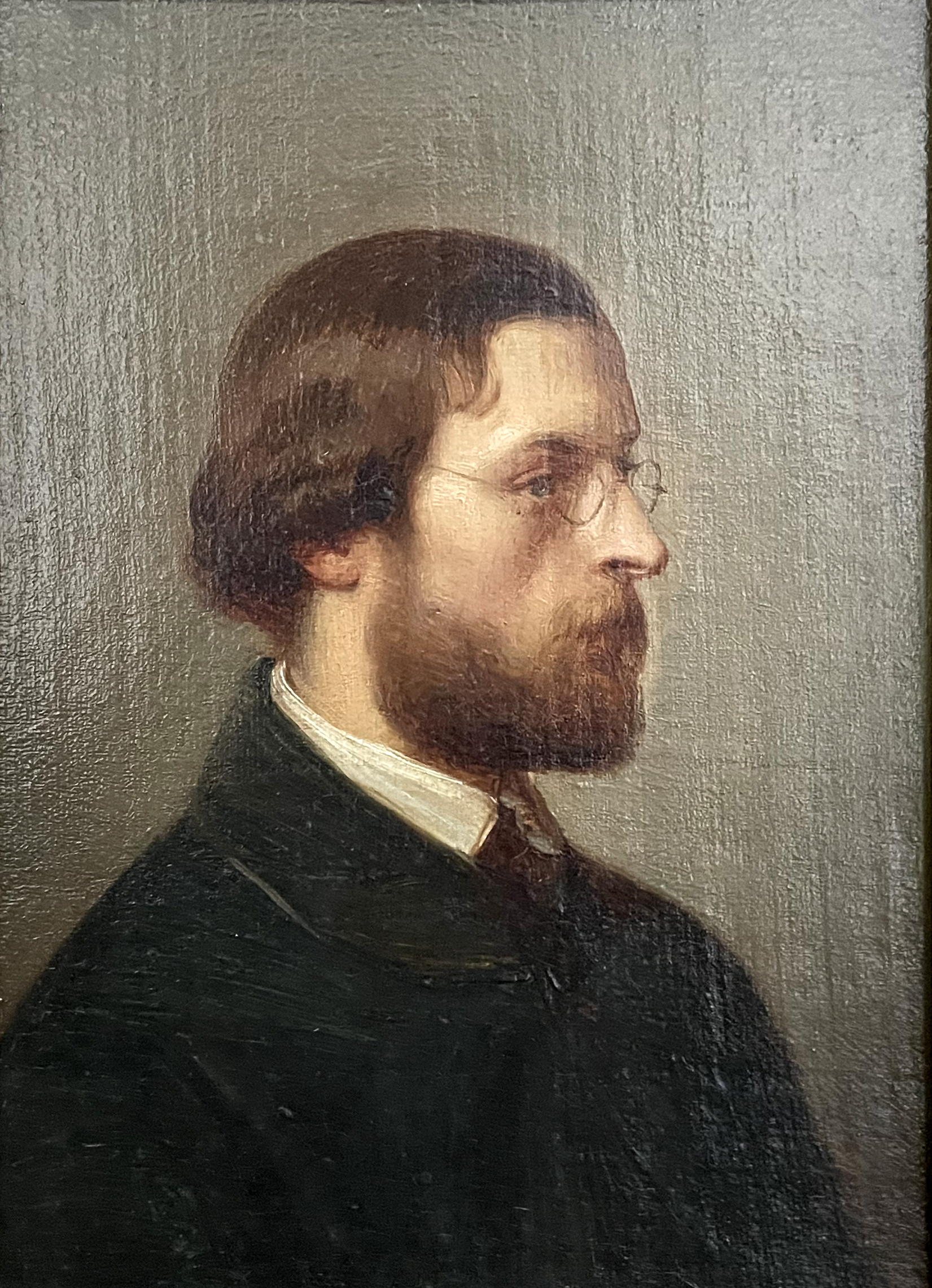
Carl Müller in der Freundschaftsgalerie von Einzelbildnissen der Düsseldorfer Malerschüler und ihren Freunden von Friedrich Boser, um 1850

Karl Müller

Karl Müller, auch Carl Müller (* 29. Oktober 1818 in Darmstadt; † 15. August 1893 in Bad Neuenahr), war ein deutscher spätnazarenischer Maler der Düsseldorfer Schule.

## Leben
Müller war Sohn des Hofmalers und Galeriedirektors Franz Hubert Müller (1784–1835). Wie auch seine älteren Brüder Andreas und Constantin besuchte er nach einer Ausbildung beim Vater die Kunstakademie Düsseldorf, wo er ab 1835 eingeschrieben war. Nach anfänglichem Unterricht bei Karl Ferdinand Sohn wurde er dort ab 1836 von Wilhelm Schadow unterwiesen. Als dessen Meisterschüler wurde er 1849/1850 geführt. 1839 unternahm er mit Franz Ittenbach eine Italienreise in Begleitung Schadows, um die Freskomalerei des Quattrocento zu studieren. Von 1840 bis 1842 lebte er in Rom, wo er unter anderem auf Peter von Cornelius und Friedrich Overbeck traf. Von dort aus unternahm er Studienreisen in die Toskana und nach Umbrien. Im Frühjahr 1843 studierte er die monumentalen Cornelius-Fresken in der Münchener Ludwigskirche. In den Jahren 1844 bis 1850 arbeitete er zusammen mit Ernst Deger, Ittenbach und seinem Bruder Andreas an der Ausmalung der Apollinariskirche in Remagen, einem Hauptwerk der spätnazarenischen Malerei der Düsseldorfer Schule. 1857 wurde Müller Professor für Historienmalerei an der Düsseldorfer Akademie und Aufsichtsratsmitglied im Kunstverein für die Rheinlande und Westfalen. Seit dieser Zeit bereitete sich Müller auf die Ausmalung der Wallfahrtskirche Notre-Dame de la Garde in Marseille vor, eine Arbeit, die für eine Ausmalungszeit von zehn Jahren angelegt war, aber infolge von Finanzierungsproblemen und des Deutsch-Französischen Kriegs nicht zur Ausführung kam. Zusammen mit Karl Woermann vertrat Müller die Düsseldorfer Akademie 1877 bei der Einweihung des Neubaus der Kunstakademie Wien. Von 1883 bis 1893 übernahm Müller das Direktorat der Kunstakademie Düsseldorf von Hermann Wislicenus, nachdem Streitigkeiten um dessen Person aufgetreten waren. Ebenfalls bis 1893 betreute er den „Antikensaal“ der Akademie.

## Werke (Auswahl)

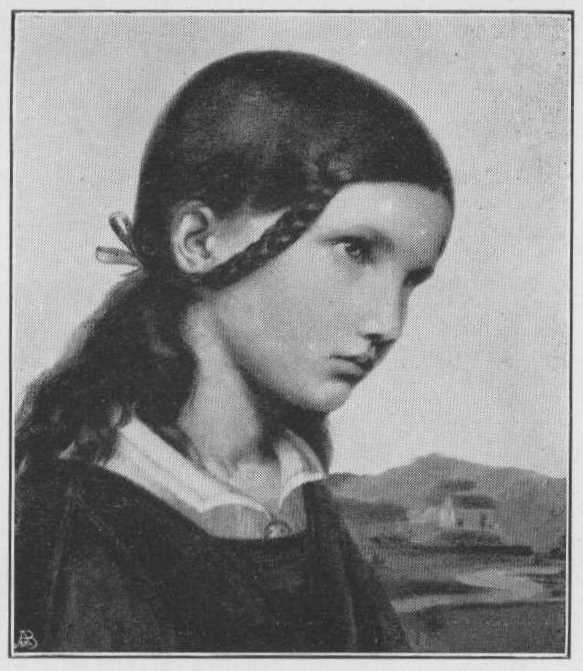
Mädchenkopf, 1835 (Schwarz-Weiß-Foto, 1906)

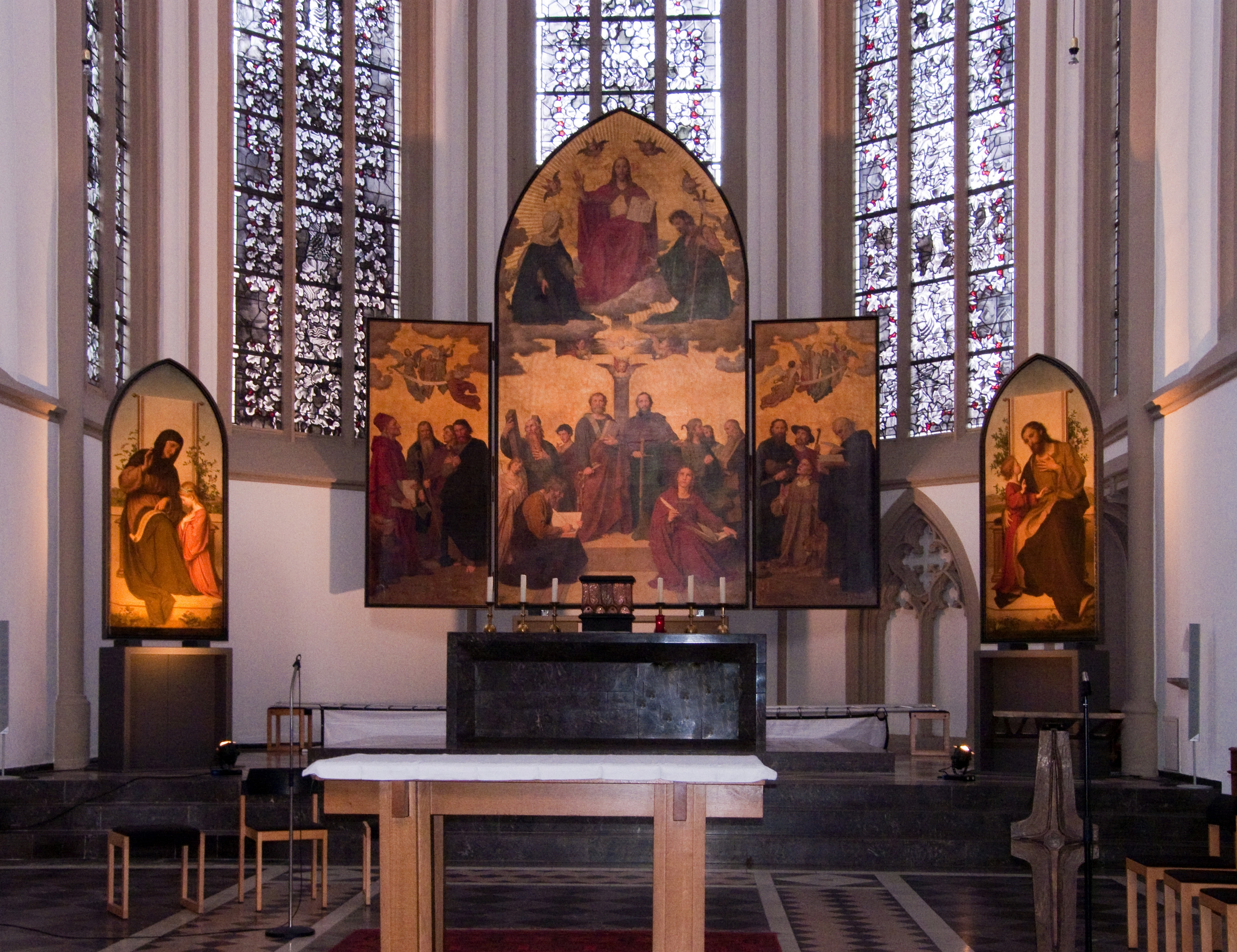
Altarbilder in St. Remigius (Bonn) – links: Anna mit Maria, 1882 – rechts: Josef mit dem Jesusknaben, 1882

Müller schuf hauptsächlich religiöse Malerei in spätnazarenischem Stil. Viele seiner Gemälde wurde durch Stiche und fotografische Reproduktionen bekannt. Darüber hinaus war Müller als Porträtmaler tätig.
- Mädchenkopf, 1835
- Der auferstandene Christus in seiner Jünger Mitte, Aquarell, 1837
- Christus mit seinen Jüngern im Ährenfelde, Aquarell, 1837
- Tobias mit dem Engel, 1838
- Bildnis der Schwester Friederike, Erinnerungsbild um 1838
- Caritas, 1839
- Verkündigung, Sepiazeichnung nach Fra Angelico (Kloster San Marco, Florenz), Museum Kunstpalast[4]
- diverse Andachtsbilder für den Verein zur Verbreitung religiöser Bilder, ab 1841[5] (beispielsweise Die Hl. Familie bei der Arbeit, Die Hl. Familie auf der Rast, Immaculata conceptio, Mutter des Erlösers, Jungfrau Maria)[6][7]
- zusammen mit Ernst Deger, Franz Ittenbach und Andreas Müller: Ausmalung der Apollinariskirche (Remagen), 1844–1853 (Fresken: Krönung Mariae, Geburt Mariae und Die vorbildlichen Frauen, Die Verkündigung, Apokalyptisches Lamm)[8]
- Madonna mit dem Kinde, inmitten der Heiligen Heinrich und Hedwig, 1854 für den Fürstbischof Heinrich Förster
- Maria und Elisabeth, 1859 von Heinrich Förster erworben
- Bewachsene Burgruine, Aquarell über Bleistiftzeichnung, Darmstadt 1861
- Heilige Familie, Kreidezeichnung, 1872, Metropolitan Museum of Art, New York[9]
- Madonna vor der Grotte, 1876
- Josef mit dem Jesusknaben, Altarbild für St. Remigius (Bonn), 1882
- Anna mit Maria, Altarbild für St. Remigius (Bonn), 1882